# 隆崇院
隆崇院（りゅうそういん、慶安元年（1648年） - 寛文9年5月14日（1669年6月12日））は、甲府藩主・徳川綱重の正室。父は関白・二条光平。母は賀子内親王。

関白・二条光平の娘として生まれ、後に九条兼晴の養女となり、寛文2年（1662年）に甲府藩主・徳川綱重に嫁いだ。綱重は隆崇院が嫁ぐ以前に、側室の於保良との間に虎松（後の6代将軍・家宣）を出産していたが、二条家出身の正室に憚って家臣に虎松をあずけた。
寛文9年（1669年）に死去した。享年22。戒名は隆崇院殿理廓良智大禅定尼。墓所は東京都文京区にある伝通院。また東京都品川区にある浄土宗・善長山隆崇院は、6代将軍・徳川家宣が、父・綱重の正室であった隆崇院のために建てたとされる。

## 家族関係
- 父：二条光平
- 母：賀子内親王
- 夫：徳川綱重
  - 子：無し

母 賀子内親王は後水尾天皇の娘であり、母方の祖母 東福門院は2代将軍徳川秀忠の娘である。そのため、徳川将軍家や天皇家の血を引く。なお、父方の曾祖母 豊臣完子（光平の父で祖父の二条康道の母）と綱重の父 3代将軍 徳川家光は異父姉弟であり、夫 綱重とは従叔祖父と従姪孫の関係である。また、家光と東福門院は兄妹であり、従叔父と従姪にもなる。